# 日本興業
日本興業株式会社（にほんこうぎょう、英: NIHON KOGYO CO., LTD.）は日本の大手コンクリート二次製品メーカー。略称は日興（にっこう）。

## 概要
コンクリート二次製品メーカーで、景観・エクステリア・土木の三分野に展開している。製品としてはバリアフリーや保水・透水タイプの舗装材、ボックスカルバート、暗渠製品や道路用製品、立水栓などのガーデニング製品などを製造・販売し、その付帯工事などを行っている。

## 沿革
- 1956年8月10日 - 香川県木田郡牟礼村大字大町（現・高松市牟礼町大町）字金山124番地にて香川ブロック工業株式会社として設立。創業者は、中山照雄。
- 1969年4月 - 日本興業株式会社に社名変更。
- 1972年11月 - 本社を香川県高松市上福岡町字下代721番地2に移転。
- 1993年2月 - 日本証券業協会の承認を得て店頭売買銘柄として登録。
- 1997年4月 - 積水樹脂株式会社と企業提携基本契約締結。
- 2001年12月 - 本社を志度工場内に移転。
- 2004年
  - 6月 - 本社を現在地に移転。
  - 12月 - 日本証券業協会への店頭登録を取り消し、ジャスダック証券取引所に上場。
- 2010年4月 - ジャスダック証券取引所と大阪証券取引所の合併に伴い、大阪証券取引所JASDAQに上場。
- 2013年7月 - 大阪証券取引所と東京証券取引所の現物市場統合に伴い、東京証券取引所JASDAQ（スタンダード）に上場。
- 2022年4月 - 東京証券取引所の市場区分の見直しにより、東京証券取引所JASDAQ（スタンダード）からスタンダード市場に移行。

## 事業所
- 本社：管理部、土木・景観事業本部、開発部、市場開拓部、生産部
- 東日本支店
  - 土木資材営業所・景観資材営業所
  - 東北営業所
- 中部支店
  - 名古屋営業所：静岡事務所
- 関西支店
  - 土木資材営業所・景観資材営業所：京滋事務所、金沢事務所
  - 和歌山営業所
  - 兵庫営業所：神戸事務所
- 西日本支店
  - 四国営業所：徳島セールスオフィス、松山セールスオフィス、高知セールスオフィス
  - 中国営業所：広島事務所、鳥取事務所

## 生産拠点
志度工場、長尾工場、滋賀配送センター、北関東工場、高松工場、徳島工場、市場製造所、総社工場、柵原工場

## 関連会社
- ニッコーエクステリア株式会社
- 株式会社サンキャリー
- 葉月工業株式会社